# TT313
La tombe thébaine TT 313 est située à Deir el-Bahari, dans la nécropole thébaine, située sur la rive ouest du Nil en face de Louxor.
La tombe est le lieu de sépulture d'Henénou, grand régisseur (m-r-pr « majordome »), sous les règnes de Montouhotep II et Montouhotep III (XIe dynastie).